# Deborah Pryce

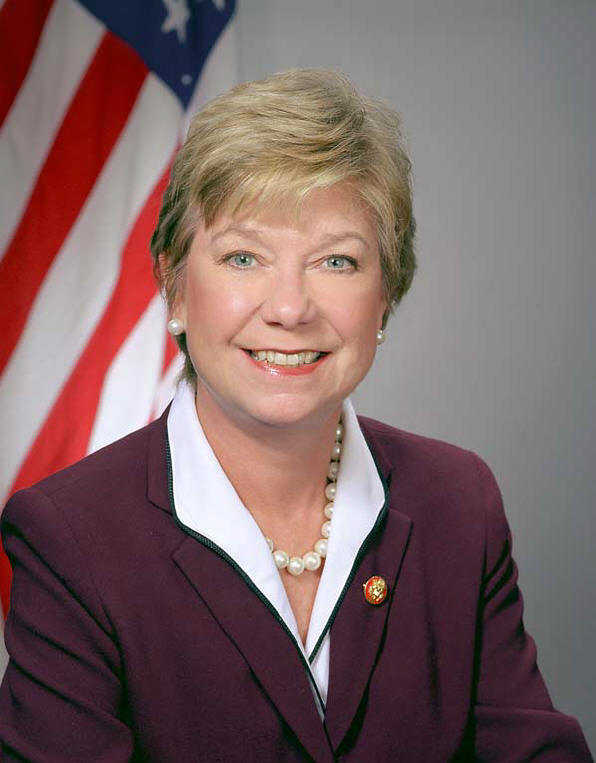
Deborah Pryce

Deborah D. Pryce (* 29. Juli 1951 in Warren, Ohio) ist eine US-amerikanische Politikerin. Von 1993 bis 2009 vertrat sie den Bundesstaat Ohio im US-Repräsentantenhaus.

## Leben
Deborah Pryce besuchte bis 1969 die Champion High School in ihrer Heimatstadt Warren und studierte danach bis 1973 an der Ohio State University in Columbus. Nach einem anschließenden Jurastudium an der Capital University in Columbus und ihrer 1976 erfolgten Zulassung als Rechtsanwältin begann sie in diesem Beruf zu arbeiten. Zwischen 1976 und 1978 war sie als Richterin in der Verwaltung der Versicherungsbehörde der Staatsregierung von Ohio tätig; von 1975 bis 1985 fungierte sie als Staatsanwältin für die Stadt Columbus. Zwischen 1986 und 1992 war sie Richterin am Municipal Court im Franklin County. Politisch schloss sie sich der Republikanischen Partei an.
Bei den Kongresswahlen des Jahres 1992 wurde Pryce im 15. Wahlbezirk von Ohio in das US-Repräsentantenhaus in Washington, D.C. gewählt, wo sie am 3. Januar 1993 die Nachfolge von Chalmers Wylie antrat. Nach sieben Wiederwahlen konnte sie bis zum 3. Januar 2009 acht Legislaturperioden im Kongress absolvieren. In diese Zeit fielen die Terroranschläge am 11. September 2001, der Irakkrieg und der Militäreinsatz in Afghanistan. Von 2003 bis 2007 war sie Vorsitzende der House Republican Conference. Zeitweise gehörte sie dem Ausschuss für finanzielle Dienstleistungen und dem Committee on Rules an. Im Jahr 2008 verzichtete sie auf eine weitere Kandidatur.
Deborah Pryce ist geschieden und lebt heute mit ihrer Tochter in Upper Arlington.